# Afzelia xylocarpa
Espèce
Statut de conservation UICN

 EN A1cd : En danger
Afzelia xylocarpa est une espèce de plantes à fleurs dicotylédones de la famille des Fabaceae et de la sous-famille des Caesalpinioideae. C'est un arbre originaire d'Asie du Sud-Est.
Ce sont des arbres pouvant atteindre 30 mètres de haut, dont le bois est exploité comme bois d'œuvre.

## Description

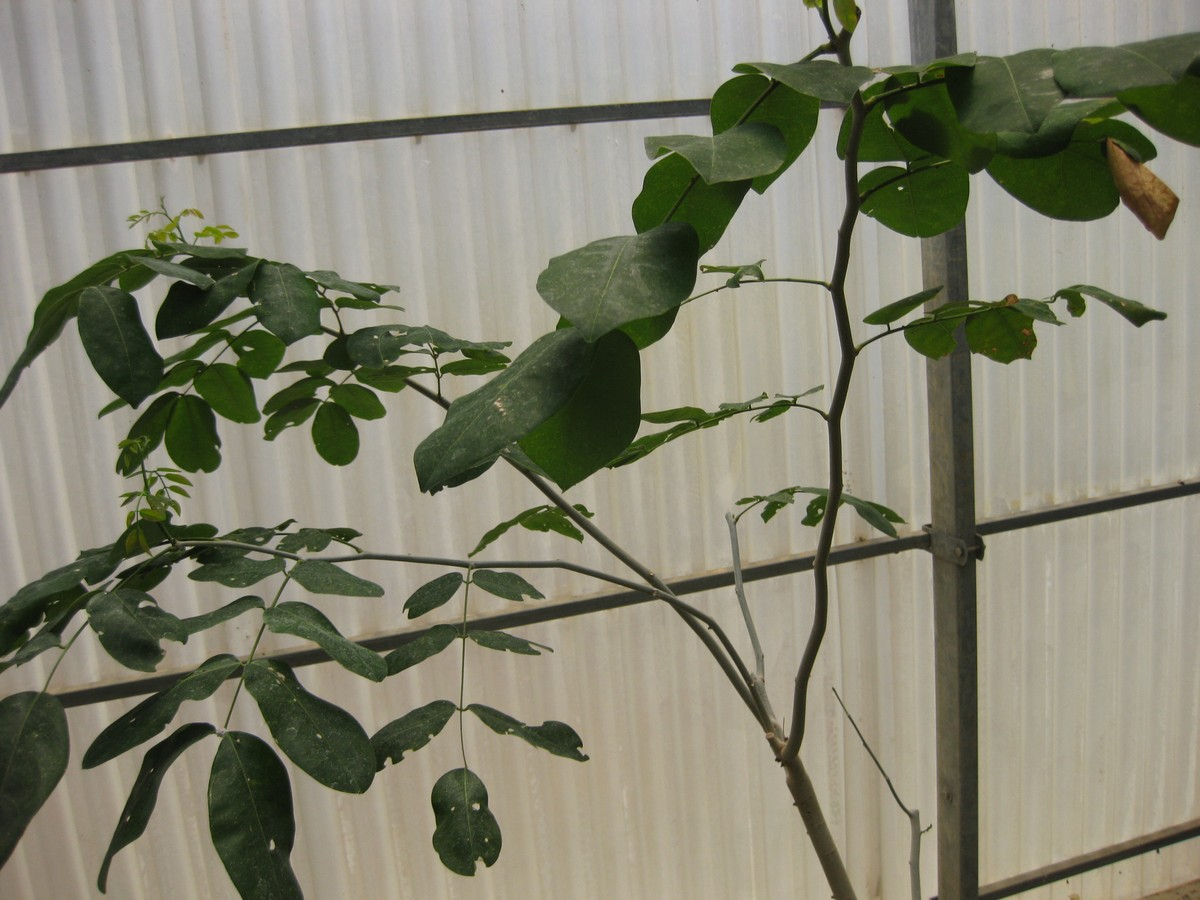
Aspect des feuilles, Jardin botanique de la reine Sirikit, Thaïlande

Afzelia xylocarpa est un arbre à feuilles caduques à large couronne arrondie, de 15 à 25 mètres de haut, pouvant atteindre 30 mètres, voire 40 mètres dans des cas exceptionnels, avec un tronc de 90 à 150 cm de diamètre, souvent tordu et fourchu, et renforcé par des contreforts. L'écorce est brune.  
Les feuilles, composées paripennées, comptent 3 à 5 paires de folioles à consistance papyracée, opposées, ovales ou largement elliptique à suborbiculaire, de 4 à 14 cm de long sur 3,5 à 6 cm de large, à l'apex arrondi ou émarginé, portées par des pétiolules courts (moins de 5 mm),. 
L'inflorescence est vert-jaune grisâtre ou blanc grisâtre duveteuse. Le calice forme un tube de 1 à 1,3 cm de long, avec des lobes elliptiques de 1 à 1,5 cm, à l'apex arrondi. Les pétales sont violet clair, obovales  à suborbiculaires. La fleur compte 7 étamines soudées à la base, aux filaments exserts, longues de 3 à 3,5 cm, et un ovaire étroit, oblong, couvert de poils, avec un style allongé et exsert.
Le fruit est une gousse dure, brun noirâtre, comprimée, oblongue, de 11 à 17 cm de long sur 7 à 8,5 cm de large. Les graines, au nombre de 2 à 5, sont rouge brunâtre, brillantes, légèrement comprimées, de forme ovoïde à suborbiculaire, d'environ 2 cm de long. 
La floraison intervient d'avril à mai et la fructification de novembre à décembre.

## Distribution et habitat
L'aire de répartition originelle d’Afzelia xylocarpa se situe en Asie tropicale : Birmanie, Cambodge, Laos, Thaïlande, Viêt Nam̟.
L'espèce est cultivée, notamment en Chine, dans les provinces suivantes :  Guangdong (Maoming, Xuwen), Guangxi (Hepu, Nanning), Hainan, Yunnan (Shiping, Xishuangbanna),.
Afzelia xylocarpa pousse dans les forêts denses, à des altitudes comprises entre 100 et 650 mètres, dans des zones bénéficiant de 1000 à 1500 mm de précipitations annuelles avec une saison sèche de 5 à 6 mois et une température moyenne comprise entre 20 et 32 °C, avec un minimum absolu de 10 °C.

## Taxinomie
Cette espèce a été décrite initialement en 1877 par Wilhelm Sulpiz Kurz sous le nom de Pahudia xylocarpa et publiée dans Forest Flora of British Burma 1:413. Par la suite elle a été transférée dans le genre Afzelia  sous le nom de Afzelia xylocarpa par William Grant Craib et publiée en 1912 dans Bulletin of Miscellaneous Information Kew 1912(6):267. 

### Synonymes
Catalogue of Life (1 septembre 2018) : 
- Afzelia cochinchinensis (Pierre)Leonard
- Afzelia siamica Craib
- Pahudia cochinchinensis Pierre
- Pahudia xylocarpa Kurz